# Fanny Mendelssohnová
Fanny Mendelssohnová, provdaná Fanny Henselová, nepřechýleně Fanny Mendelssohn-Hensel (14. listopadu 1805, Hamburk – 14. května 1847, Berlín) byla německá klavíristka a hudební skladatelka, nejstarší sestra a blízká důvěrnice skladatele Felixe Mendelssohna-Bartholdyho.

## Život
Fanny se v dětství jevila stejně talentovaná jako její bratr, obě děti tedy dostaly stejného učitele hudby. Felix vždy připouštěl, že jeho sestra je lepší klavíristkou než on a v hudebních otázkách se s ní radil až do svého odchodu z domova. O Fanny se říkalo, že ve 13 letech uměla celý Bachův Dobře temperovaný klavír nazpaměť. Oba si zůstali velmi blízcí a smrt Fanny v květnu 1847 výrazně přispěla k tomu, že Felix zemřel o pouhých šest měsíců později.
Fanny se v roce 1829 vdala za pruského dvorního malíře Wilhelma Hensela, se kterým následně v letech 1839–1840 cestovala po Itálii. Po smrti své matky v roce 1842 zdědila dům Mendelssohnů v Berlíně, který se pod jejím vedením stal místem koncertů a společenských setkání.
Napsala asi 500 skladeb, 120 z nich pro klavír, ale většina zůstala v rukopise. Šest jejích písní vyšlo pod Felixovým jménem, jelikož si i stylově byli s bratrem blízcí.
Její syn Sebastian napsal biografii rodiny Mendelssohnů, která je z velké části založena na denících a dopisech Fanny. Ty poskytují velké množství informací zejména o jejím bratru Felixovi.

### Gender aspolečenská třída
Muzikolog Richard Taruskin naznačil, že „život Fanny Mendelssohnové je pádným důkazem toho, že ve skladatelství ženy nemohly ‚konkurovat‘ mužům především kvůli společenským předsudkům a patriarchálním zvykům, (podle kterých v devatenáctém století v měšťáckých domácnostech mohli činit rozhodnutí pouze právě muži).“ Takové hodnoty zastával i otec Mendelssohnové, který její skladatelství spíše pouze akceptoval, než aby jej podporoval. V roce 1820 jí napsal, „[o]n [Felix] se hudbou bude možná jednou živit, ale u tebe musí zůstat pouze ozdobou“.  Přestože Felix Fanny v soukromí jakožto skladatelku a interpretku poměrně podporoval, k vydávání jejích děl pod jejím vlastním jménem byl (údajně z rodinných důvodů) obezřetný. Napsal:
Pokud vím, tak Fanny o autorství nemá ani zájem, ani k němu nemá poslání. Na to je příliš ideální ženou. Stará se o dům; veřejnost, hudební svět, ani dokonce hudba samotná ji nezajímá, dokud nemá splněny své základní povinnosti. Vydávání vlastních děl by ji pouze rozptylovalo a nemohu říci, že bych je schvaloval.
Muzikoložka Angela Mace Christian napsala, že Fanny Mendelssohnová „vždy bojovala s protichůdnými hodnotami: touze po autorství a očekávání okolí vzhledem k jejímu vyššímu společenskému postavení. Střídavě byla v rozpacích ze svého svědomitého chování vůči otci, silného vztahu se svým bratrem a vědomí, jak tehdy bylo na ženy ve veřejné sféře nahlíženo.“ Felixův přítel Henry Chorley o Fanny napsal: „[k]dyby se slečna Henselová narodila do chudé rodiny, musela by se proslavit stejně jako slečna Schumannová a slečna Pleyelová jakožto prvotřídní pianistka", což naznačuje, že nejen její pohlaví, ale také její společenské postavení ji v kariéře omezovalo.
Biografii rodiny Mendelssohnových, již z rodinných dokumentů poskládal syn Fanny Sebastian Hensel, muzikolog Marian Wilson Kimber interpretoval tak, že sama vykresluje Fanny, jako by pro hraní mimo rodinné zázemí neměla žádné ambice. Kimber však dodává, že Fannina „často zmiňovaná touha po profesionální hudební kariéře není nijak uvedena v jejích denících a je poměrně překvapivé, jak málo o jejím hudebním životě celkově obsahují.“

### Felix aFanny
Jejich společná láska k hudbě utužovala jejich sourozenecké pouto. Fannina díla často doprovázela ta Felixova během nedělních koncertů (Sonntagskonzerte) v jejich rodinném domě v Berlíně. Ty původně zavedl její otec, ale po roce 1831 je pořádala právě Fanny. V roce 1822, když bylo Fanny 17 a Felixovi 13 let, napsala, „[Felix] má ve mě stále ohromnou důvěru. Postupně jsem sledovala jeho pokrok a dá se říci, že jsem se na jeho vývoji také podílela. Jsem jediná osoba, se kterou se v hudebních záležitostech radí; vždy, když má nějaký nápad, dá mi jej nejprve k posouzení a pak až jej zapíše."
V letech 1826 a 1827 se Felix s Fanny domluvili, že několik jejích skladeb vydají pod jeho jménem – tři v jeho sbírce s opusovým číslem 8 a další tři ve sbírce op. 9. To v roce 1842 způsobilo nepříjemnou situaci když královna Viktorie přijímala Felixe v Buckinghamském paláci. Chtěla mu zazpívat její neoblíbenější z jeho skladeb, Italskou (s textem Franze Gillparzera), načež Felix přiznal, že danou skladbu nenapsal on, nýbrž právě Fanny.
Sourozenci si ohledně hudby celý život dopisovali. Fanny Felixovi k jeho skladbám a projektům poskytovala konstruktivní kritiku, kterou on vždy pečlivě zvažoval. Felix často přepracovával skladby i pouze na základě jejích návrhů a přezdíval jí „Minerva“ po římské bohyni moudrosti. Jejich dopisování v letech 1840 a 1841 ukazuje, že oba dva navrhovali děj opery na motiv Písně o Nibelunzích. Ta však nikdy dokončena nebyla. Fanny o ní psala, „[l]ov a Siegfriedova smrt by byly úžasným závěrem druhého dějství.“

## Dílo
Fanny Mendelssohnová napsala přes 450 hudebních děl. Její tvorba zahrnuje smyčcový kvartet, klavírní trio, klavírní kvartet, koncertní předehru, čtyři kantáty, přes 125 klavírních skladeb a přes 250 písní, přičemž šest z těchto písní bylo původně vydáno pod Felixovým jménem v jeho sbírkách s opusovými čísly 8 a 9. Její klavírní skladby jsou často ve stylu písní a mnoho z nich je nazváno Píseň pro klavír – podobně jako Felixovy Písně beze slov (Songs Without Words). Tento styl klavírní hudby nejúspěšněji zpracoval Felix, jehož první sbírka (op. 19b) byla vydána v letech 1829–30 a druhá (op. 30) v letech 1833–34. Fanniny sbírky Písní pro klavír byly napsány mezi lety 1836 a 1837, tedy přibližně ve stejnou dobu jako Felixova sbírka op. 38.
Většina děl Fanny Mendelssohnové je omezená na písně a klavírní skladby, jelikož se domnívala, že její schopnosti na větší a komplikovanější skladby nestačí. Nepochybně hrálo roli také to, že se na rozdíl od svého bratra nikdy neučila ani nehrála na žádný smyčcový nástroj, což by jí při psaní orchestrálních a komorních skladeb pomohlo. Poté, co dokončila svůj smyčcový kvartet, napsala v roce 1835 svému bratrovi, „[p]ostrádám schopnost udržet myšlenky a dát jim potřebnou ucelenost. Proto mi písně vyhovují nejvíce. Tam i menší pěkná myšlenka, kterou do větších témat rozvést příliš nelze, úplně stačí.“ Fanny Mendelssohnová byla jednou z prvních skladatelek smyčcových kvartetů. S pomocí Zeltera dříve v roce 1822 napsala také klavírní kvartet (jedno z jejích větších děl) a přes své obavy vyjádřené v dopise Felixovi, v posledním roce svého života napsala i klavírní trio (op. 11). Její Velikonoční sonáta z roku 1828 zůstala za jejího života nevydána. Sonáta byla nalezena v roce 1970 a připsána jejímu bratrovi. Až poté, co byl manuskript prozkoumán a v jejím deníku byl nalezen záznam, který dílo zmiňuje, bylo v roce 2010 stanoveno, že je dílo její.

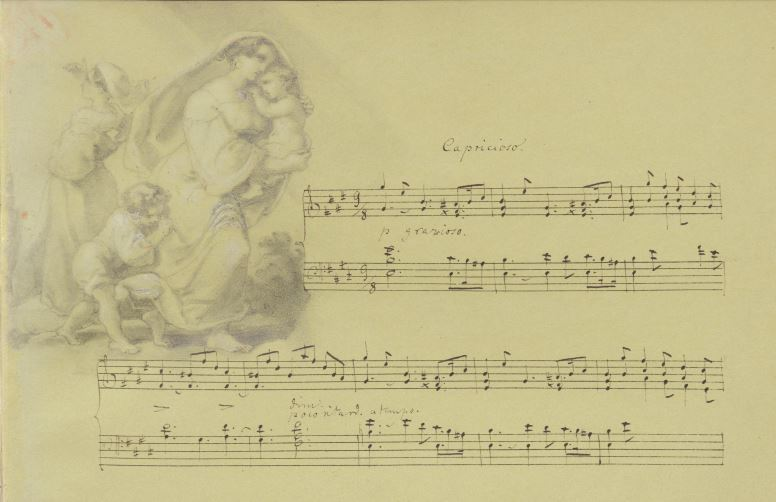
Rukopis části April (Duben) z cyklu Das Jahr Fanny Henselové opatřený ilustrací Wilhelmem Henselem

Poté, co se vdala, držela se Henselová spíše menších skladeb, jako byly písně a klavírní skladby. V roce 1831 k prvním narozeninám svého syna Sebastiana napsala kantátu – Lobgesang (Chvalozpěv). Ve stejném roce napsala i dvě další díla pro orchestr, sóla a sbor: Hiob (Jób) a oratorium s šestnácti částmi Höret zu, merket auf (Poslouchejte a pište). V roce 1841 zkomponovala cyklus klavírních skladeb, jenž vyobrazuje jednotlivé měsíce, s názvem Das Jahr (Rok). Skladba byla napsána na barevný papír a její manžel každou část doplnil ilustrací a krátkou básní. Podle autorky Kristine Forney básně, kresby a barevný papír symbolizují různé fáze života. Jiní odborníci naopak tvrdí, že vyobrazují její vlastní život. V dopise z Říma Fanny popisuje proces, jakým Das Jahr vznikl:
Poslední dobou skládám hodně a své klavírní skladby jsem pojmenovala po svých oblíbených místech; zčásti proto, že mne právě na daných místech napadly, a zčásti proto, že jsem při jejich psaní často myslila na naše příjemné vyjížďky. Bude z nich nádherný suvenýr, takový druhý deník. Nemyslete si ale, že je pod takovými názvy představuji na veřejnosti – slouží pouze pro mne a rodinu.
Kromě díla Das Jahr bylo jejím druhým a posledním větším dílem Klavírní trio op. 11 z roku 1847.

### Styl aforma
Angela Mace – muzikoložka, která prokázala autorství Fanny Henselové na Velikonoční sonátu – tvrdí, že Fanny byla se svými písněmi odvážnější než Felix a že její díla jsou harmonicky plnější, čímž také lépe vyjadřují emoce.

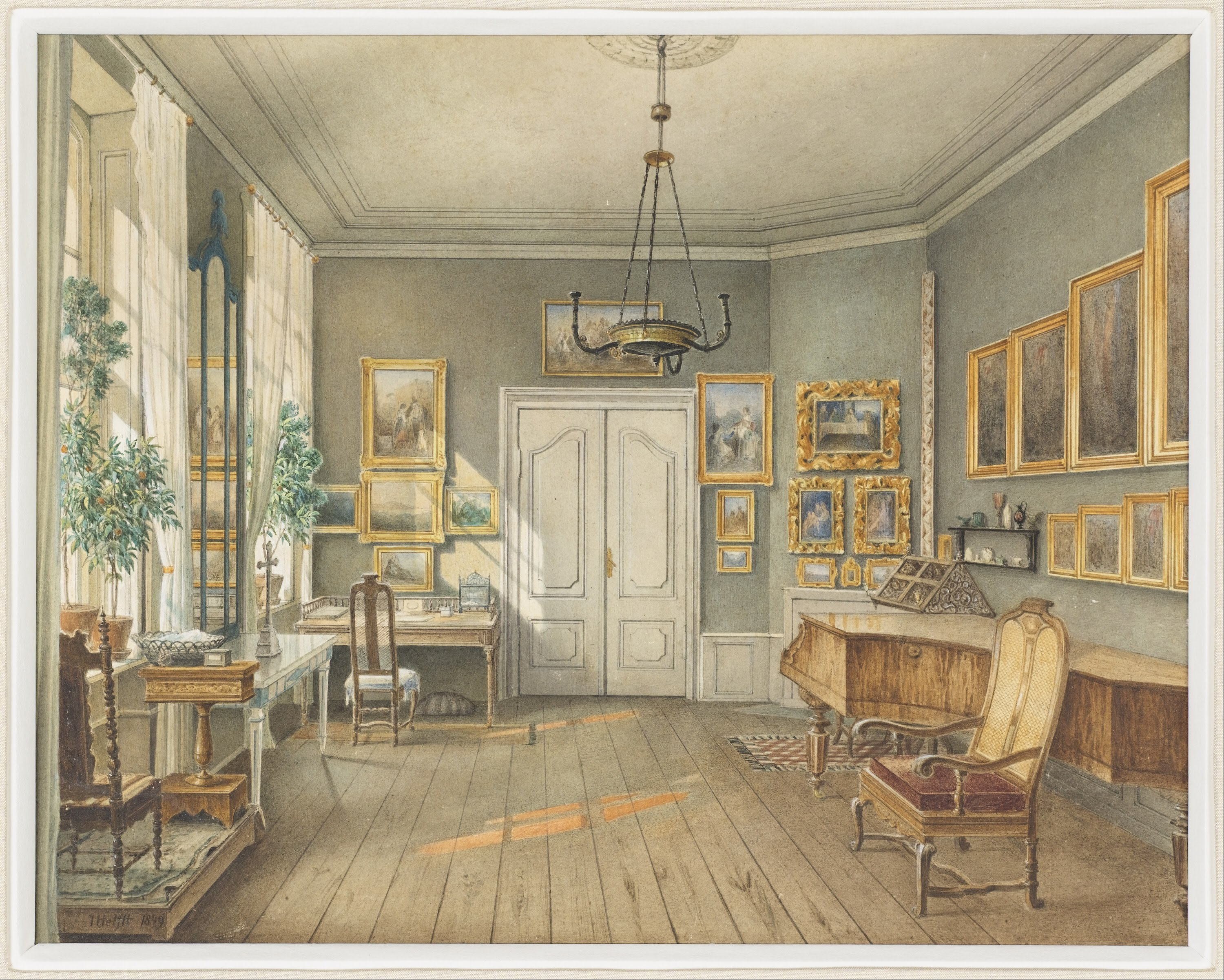
Pokoj Fanny Henselové, ve kterém se věnovala hudební tvorbě

R. Larry Todd zdůrazňuje, že přestože se často zmiňuje vliv Felixovy hudby na Fanny (a občas také vliv Fanny na Felixe), oba byli silně ovlivněni pozdější tvorbou Ludwiga van Beethovena a to konkrétně co se týče formy, tonality a kontrapunktu ve fugách. Tento vliv se zřetelně projevuje například ve Fannině smyčcovém kvartetu.
Muzikolog Stephen Rodgers tvrdí, že poměrný nedostatek analýz hudby Fanny Henselové může za to, že hypermetrum zůstalo v jejích skladbách téměř bez povšimnutí. Poukazuje na tento typ metra u Mendelssohna, který jej používá ke změně tempa zpěvu v písni a k vyjádření emocí pomocí zkreslení dvoudobých meter. Také v jejích písních upozorňuje na nedostatek tónických harmonií; jako příklad udává píseň Verlust (Ztráta), kde jejich nepřítomnost podtrhuje témata jako je opuštění či neschopnosti najít lásku. Zvukomalebnost (či textová malba) je také považována za jeden z typických prvků její tvorby. Jde o techniku, pomocí níž jsou v textu zdůrazněny emoce. Mimo to ve svých písních také často používala strofickou formu a její klavírní doprovody často kopírují hlasovou linku, což bylo typické i pro hudbu jejích učitelů, Zeltera a Bergera. Přestože základům od svých učitelů zůstala věrná, Rodgers naznačuje, že se postupně se svým stylem rozvíjela k prokomponované formě, což byl způsob, jakým reagovala na prvky poetických textů.

## Odkaz
Po roce 1980 se o tvorbu Mendelssohnové zvedl zájem. V listopadu 2017 byla v muzeu v domě Mendelssohnových v Lipsku otevřena stálá výstava věnovaná právě Fanny. Muzeum Fanny a Felixe Mendelssohnových, které připomíná životy a díla sourozenců, bylo otevřeno 29. května 2018 v Hamburku.
Právě po Fanny byla pojmenována také planetka 9331 Fannyhensel.
14. listopadu 2021, připomenul Google 216. narozeniny Fanny Henselové pomocí loga Google Doodle v Severní Americe, Německu, Řecku, Izraeli, Arménii, Austrálii, na Islandu, na Ukrajině a na Novém Zélandu.

### Hudba
Šest měsíců před jeho smrtí vynaložil Felix snahu, aby se jeho sestře dostalo uznání, o které byla po většinu svého života ochuzena. Sesbíral mnoho jejích děl, aby mohly být publikovány vydavatelstvím Breitkopf & Härtel a v roce 1850 začalo vydavatelství publikovat i Fannina nevydaná díla počínaje skladbou Vier Lieder (Čtyři písně) Op. 8. Od konce osmdesátých let devatenáctého století začala být hudba Fanny Mendelssohnové známější, a to především díky koncertům a novým nahrávkám. Její Velikonoční sonátu pro klavír, která byla původně přisuzována Felixovi, poprvé pod jejím jménem zahrála Andrea Lam 12. září 2012.